# Laguna de Hertzsprung
En astronomía se llama Laguna de Hertzsprung (en inglés Hertzsprung Gap) a una región del diagrama de Hertzsprung-Russell en la que se encuentran muy pocas estrellas. Su nombre se debe a Ejnar Hertzsprung, quien por primera vez observó la ausencia de estrellas en la región del diagrama HR situada entre los tipos espectrales A5 y G0, y entre las magnitudes absolutas +1 y -3. Corresponde a la zona que se encuentra entre la secuencia principal y las gigantes rojas para estrellas con una masa de unas 1,5 masas solares. Cuando a lo largo de su evolución una estrella cruza la laguna de Hertzsprung significa que ha finalizado la combustión del hidrógeno pero no ha iniciado todavía la fusión del helio.
Sin embargo esta laguna o zona vacía en realidad puede no ser tal. Los astrónomos piensan que las estrellas atraviesan esta sección del diagrama HR en muy poco tiempo en comparación con la vida total de una estrella (en unos 50-100 años, en contraste con los millones de años que vive una estrella), y que simplemente no hemos podido ver aún ninguna estrella en dicha región. Se requieren más observaciones así como el seguimiento de las posibles estrellas progenitoras.

## El "Vacío amarillo"
En la parte superior del diagrama Hertzsprung-Russell existe una región similar conocida cómo el Vacío amarillo (Yellow Void en inglés), en la que casi todas las pocas estrellas existentes (todas hipergigantes amarillas) muestran una gran inestabilidad y pérdida de masa, lo cual se interpreta como consecuencia de la evolución de la fase de hipergigante roja a la de Variable luminosa azul; la excepción parecen ser estrellas que están evolucionando de la secuencia principal a la fase de hipergigante roja y no al revés, que no sufren de dichas inestabilidades.